# Memories (Bastardilla)

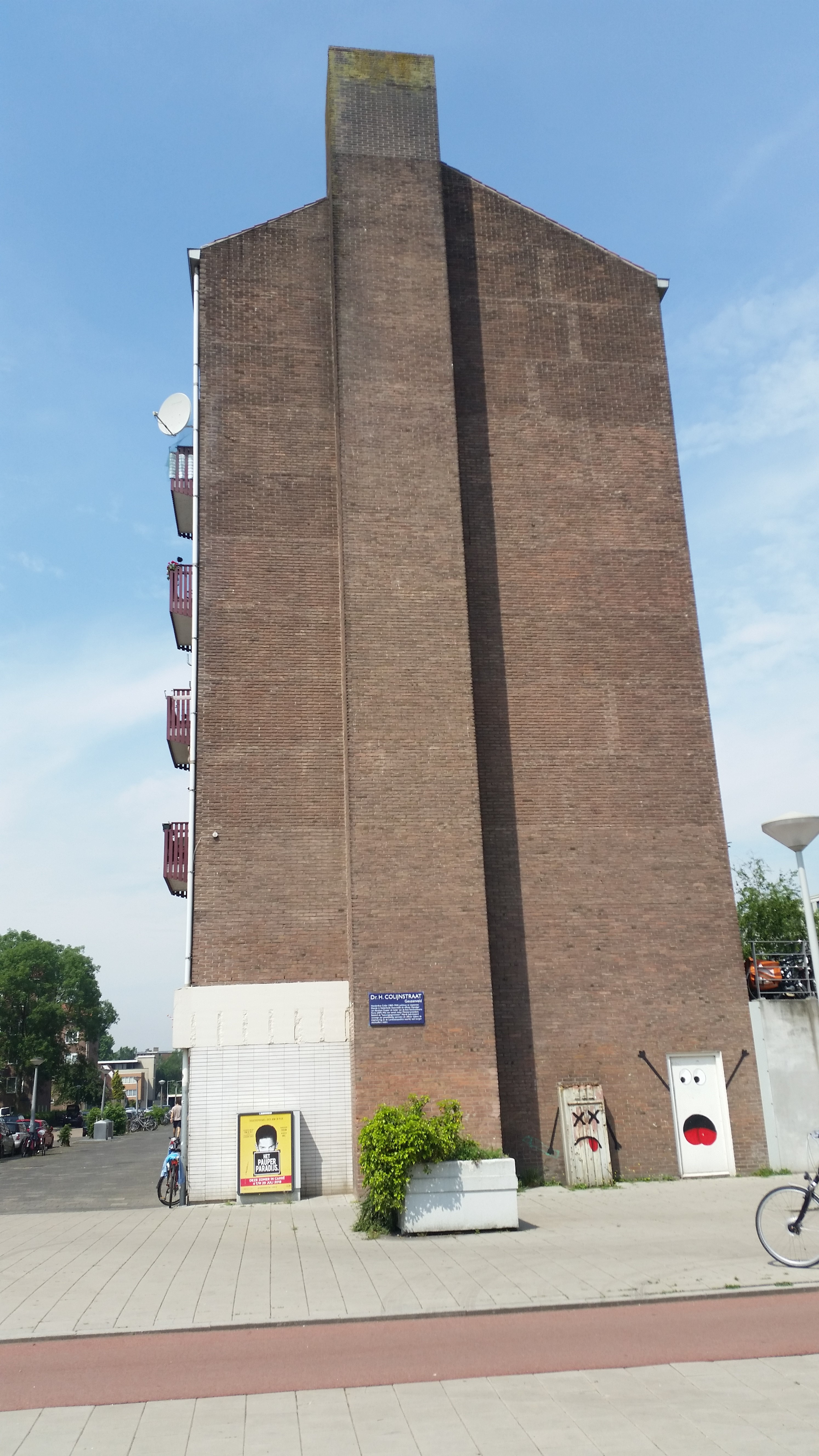
De muur in 2018 met rechtsonder de beschilderde splitskast/deur (juni 2018)

Memories is een kunstwerk in Amsterdam Nieuw-West. Het is een huizenhoge muurschildering van Bastardilla op de zijgevel van een woningblok gelegen tussen de Burgemeester Röellstraat (huisnummers 207-267) en Nicolaas Ruychaverstraat (huisnummers 18-40) in Geuzenveld.

## Gebouw
Het woonblok bestaat uit een galerijwinkel aan de Nicolaas Ruychaverstraat met daarboven woningen met een ingang aan de Burg Röellstraat; een creatie van Cornelis Wegener Sleeswijk van rond 1958/1959. Dit blok woningen, dat alhier nog het enige stuk resterende dijklichaam van de Burg Röellstraat laat zien, heeft een blinde gevel aan de Dr. H. Colijnstraat. Deze gevel bestaat origineel uit een geheel donkerbruin bakstenen wand met als enige reliëf daarin een uitpandige schoorsteen.
Een opvallend detail voor die zijgevel is een splitskast van het GEB, naar een ontwerp van Pieter Lucas Marnette (type J) in de stijl van de Amsterdamse School. Deze splitskast was tot 2019 voorzien van een kleine schildering, waarbij ze een verstoorde verhouding leek te hebben met een toegangsdeur.
De andere blinde gevel van de flat kreeg in 2021 een muurschildering: Behind the screen van Oxenmystic.

## Muurschildering
Street Art Museum Amsterdam, toch al actief in Amsterdam voor wat betreft muurschilderingen, vroeg aan de Colombiaanse kunstenaar Barstardilla een muurschildering te ontwerpen voor dit stukje Geuzenveld. De kunstenaar liet zich inspireren door de wijzigingen die deze wijk in de loop der jaren onderging. Er kwamen veel immigranten te wonen, de oorspronkelijke bewoners trokken weg. Een andere wijziging was dat veel van de oorspronkelijke bebouwing werd gesloopt en vervangen werd door nieuwbouw. Een voorbeeld daarvan is bijvoorbeeld te vinden in de sloop van brug 650, van die brug met de taluds is niets meer terug te vinden op genoemd resterend dijklichaam na.
De muurschildering werd gezet in overleg met de bewoners en bewonersgroepen (er zouden 128 nationaliteiten leven in de wijk), de woningbouwvereniging Eigen Haard en het Amsterdams Fonds voor de Kunst. De beeltenis bestaat uit een mensfiguur omringd door vluchten ijsvogel en aalscholvers, vogelsoorten die voorkomen in de buurt van de nabijgelegen Sloterplas. De mens kijkt door een barrière (de schoorsteen) naar een kleinere groep exotisch aandoende vogels van gemengd ras/soort. Aan die kant zijn ook vallende bakstenen te zien, eveneens een verwijzing naar de Sloterplas, het bij het uitgraven van dat meer vrijgekomen zand, werd gebruikt in de specie die de bakstenen verbinden. Die vallende stenen zijn afkomstig uit het kijkgat, dat de mens heeft gemaakt, een teken van een nieuwe kijk op de buurt. Linksonder zijn bloemen te zien als teken van de bloeiende nieuwe mensen in de buurt. De muurschildering werd met behulp van een hoogwerker aangebracht.
Bij het kunstwerk is het gedicht ‘Hier’ van Gökhan Aksoy aangebracht.